# بيتسي روذرفورد
بيتسي روذرفورد (بالإنجليزية: Betsy Rutherford)‏ هي موسيقية أمريكية، ولدت في 11 فبراير 1944، وتوفيت في 12 مارس 1991.

## وصلات خارجية
- بيتسي روذرفورد على موقع ميوزك برينز (الإنجليزية)